# Trafico de muerte
 Trafico de muerte  es una película de Argentina filmada en colores dirigida por Ernesto Aguilar sobre su propio guion que se estrenó el 27 de noviembre de 2019 y que tuvo como actores principales a Néstor Villa, Fedra Duarte, Julieta Gallardo y Vale Rowinsky.

## Sinopsis
Un hombre jubilado y de pocos recursos concurre a un hospital pero no puede hacerse un estudio médico que necesita por no disponer del dinero necesario para pagarlo. En esa situación un enfermero le recomienda que vaya a un centro médico no oficial ubicado en las afueras de la ciudad que figura como prestador de su obra social, pero allí existe una red de médicos corruptos dedicada al tráfico de órganos.

## Reparto
Participaron del filme los siguientes intérpretes:
- Néstor Villa
- Fedra Duarte
- Julieta Gallardo
- Gastón Quiroga
- Vale Rowinsky